# Louis Bachelier
Louis Bachelier   (Le Havre, 11 de març de 1870 - Sant-Maloù, 28 d'abril de 1946) va ser un matemàtic francès recordat per haver estat el primer en estudiar els processos estocàstics en el món financer.

## Vida i obra
Bachelier va acabar els seus estudis secundaris a Caen el 1888. La mort dels seus pares en els primers mesos de 1889, el va obligar a fer-se càrrec del negoci financer familiar. No va reprendre els seus estudis fins al 1892, graduant-se a París el 1895. El 1900 va obtenir el doctorat amb una tesi dirigida per Henri Poincaré, però les coses ja van anar malament des de llavors: no va rebre la qualificació de cum laude, indispensable per començar una carrera acadèmica, i només als cinquanta-set anys va aconseguir un plaça docent titular a Besançon, amb la mala sort que els arxius d'aquesta universitat es van cremar accidentalment i no queda d'ell cap registre, ni tan sols fotografies.
Entre 1909 i 1914 va donar classes lliures a la Sorbona. El 1914 va ser mobilitzat per la Primera Guerra Mundial i no va ser llicenciat fins a la seva finalització el desembre de 1918. Des de 1919 i fins a 1927 va ser professor ajudant a Besançon, Dijon i Rennes. I el 1927 va ser nomenat professor de la universitat de Besançon (actual Universitat de Franche-Comté), en la qual es va jubilar el 1937 passant a ser professor emèrit.
El 1997, quan Merton i Scholes van recollir el Premi Nobel d'Economia pel seus treball sobre la valoració de les opcions, van recordar el treball de Bachelier, homenatjant així a un precursor quasi ignorat durant molts anys, tot i que la seva obra va tenir una relativa difusió.
Bachelier va publicar sis llibres sobre teoria matemàtica de la probabilitat, començant per la seva tesi doctoral de 1900 (Teoria de l'especulació) i acabant pels Nous mètodes del càlcul de probabilitats (1937). També va publicar un bon nombre d'articles sobre el mateix tema. El seu treball més destacable és precisament la seva tesi doctoral, dirigida per Henri Poincaré i examinada per Paul Appell i Joseph Boussinesq. En ella considerava que les cotitzacions de la borsa al llarg del temps seguien un procés estocàstic similar al del moviment brownià i demostrava que una distribució normal amb variància creixent amb el temps representa correctament aquest procés.